# 滋賀里駅
滋賀里駅（しがさとえき）は、滋賀県大津市見世二丁目にある、京阪電気鉄道石山坂本線の停留場。駅番号はOT18。
対キロ区間制導入以前は、中ノ庄駅などと同様に区間制運賃区界の境目にもなっていた。

## 歴史
- 1927年（昭和2年）5月15日：琵琶湖鉄道汽船山上（廃止） - 松ノ馬場間開通時に開業。
- 1929年（昭和4年）4月11日：会社合併により京阪電気鉄道石山坂本線の停留場となる。
- 1943年（昭和18年）10月1日：会社合併により京阪神急行電鉄（現・阪急電鉄）の停留場となる。
- 1945年（昭和20年）1月10日：坂本（現・坂本比叡山口駅）寄りに400 m移転。
- 1949年（昭和24年）12月1日：会社分離により、改めて京阪電気鉄道の停留場となる。
- 1955年（昭和30年）5月1日：石山寺寄りに400m移転、元の位置に戻る。旧停留場はそのまま存置のうえ水耕農場前駅（すいこうのうじょうまええき）として開業。
- 1956年（昭和31年）2月15日：水耕農場前駅休止。
- 1974年（昭和49年）：水耕農場前駅廃止。

## 停留場構造

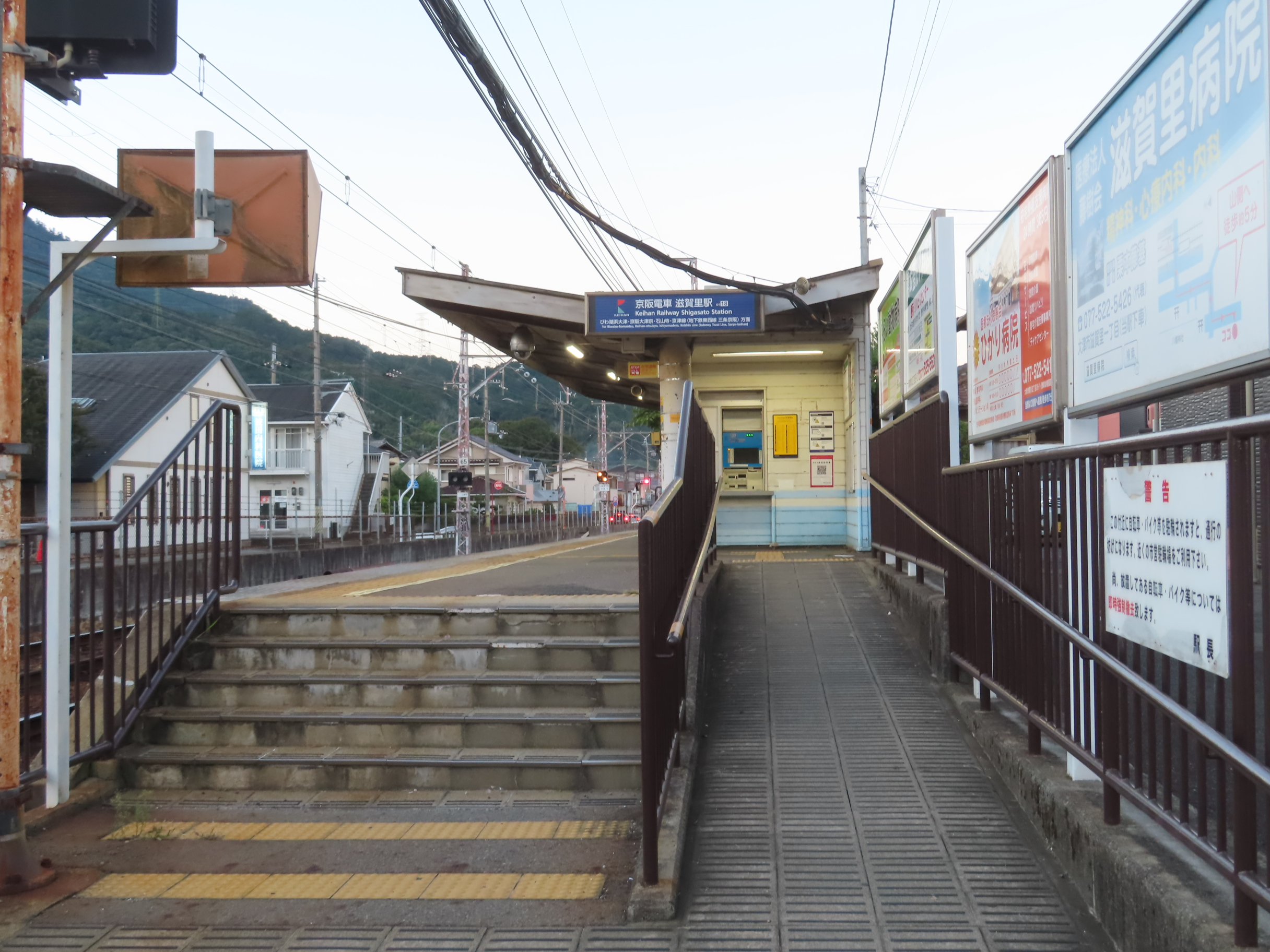
石山寺方面ホーム

千鳥式配置の2面2線のホームをもつ地上駅。公道の踏切を挟んで南側に坂本方面行ホーム、北側に石山寺方面行ホームがある。終日無人駅であり、どちらのホームにも駅舎は設けられておらず、直接ホームに入る形となる。PiTaPa（ICOCA）利用時には専用のカードリーダーにかざして出入りする。

### のりば
| ホーム | 路線        | 方向 | 行先                     |
| ------ | ----------- | ---- | ------------------------ |
| 南側   | ▼石山坂本線 | 下り | 坂本比叡山口方面         |
| 北側   | ▼石山坂本線 | 上り | びわ湖浜大津・石山寺方面 |

- ホーム有効長は2両。のりば番号は設定されていない。

## 停留場周辺
- 滋賀大附属特別支援学校[3]
- 大津市立唐崎幼稚園[4]
- 大津市立唐崎保育園[5]
- 滋賀里病院
- ひかり病院
- 日本酪農協同滋賀工場
- 大津あかね郵便局
- フレンドマート唐崎店
- 志賀八幡神社
- 百穴古墳群[6]
- 大津市埋蔵文化財調査センター[7]
- 西大津バイパス（国道161号）
- 滋賀県道47号伊香立浜大津線

### バス路線
かつては駅前の県道沿いに「京阪滋賀里駅前」バス停があり、比叡山坂本駅・唐崎駅や石山駅方面へ向かう京阪バスの路線があったが、2006年に全廃された。

## 隣の停留場
京阪電気鉄道
▼石山坂本線
南滋賀駅 (OT17) - 滋賀里駅 (OT18) - 水耕農場前駅 - 穴太駅 (OT19)
- 水耕農場前駅は1974年廃止。